# De Cain et Abel
De Cain et Abel (Caino e Abele) è un'opera di Ambrogio di Milano, dottore della Chiesa, scritta tra il 375 e il 376; appartiene al gruppo delle opere oratorie ed esegetiche ambrosiane.
L'opera è un commento alla storia di Caino e Abele, narrata nel primo libro della Bibbia, la Genesi.